# Athripsodes ceracleoides
Athripsodes ceracleoides är en nattsländeart som beskrevs av Kumanski 1991. Athripsodes ceracleoides ingår i släktet Athripsodes och familjen långhornssländor. Inga underarter finns listade i Catalogue of Life.